# Nina Undercover – Agentin mit Kids
Nina Undercover – Agentin mit Kids ist eine deutsche Actionkomödie der Produktionsfirma Dreamtool Entertainment aus dem Jahr 2011, produziert im Auftrag von RTL.

## Handlung
Nina Wenzel war einmal die schlagkräftigste Waffe, die der deutsche Geheimdienst „Bundessicherheitsdienst“ (kurz BSD) zu bieten hatte. Eine smarte, taffe und intelligente Meisterin der Spionage mit jeder Menge Sexappeal, die auf internationalem Parkett die Bösewichter dieser Welt das Fürchten lehrte. Ihr größter Erfolg war die Verhaftung des global operierenden Waffenschiebers Wolf Geiger. Als jedoch Ninas Schwester und deren Mann bei einem Verkehrsunfall ums Leben kamen, änderte sich für die Top-Agentin alles: Sie stieg aus, zog zu den drei Kindern ihrer Schwester und kümmerte sich von da an um Jasmin, Lukas und Nesthäkchen Jonas. Nina wurde von der Spionin zur Hausfrau und Mutter mit Halbtagsjob, kein Nachbar hatte auch nur eine Ahnung von ihrem früheren Leben.
Fünf Jahre später soll Geiger nun der Prozess gemacht werden, doch kurz vor der Verhandlung gelingt dem skrupellosen Waffenschieber eine spektakuläre Flucht. Ninas ehemaliger Chef, BSD-Leiter Generalleutnant Husen, sieht nur eine Chance: seine ehemals beste Agentin muss undercover zurück in den aktiven Dienst. Nina will Husens Bitte entsprechen, unter einer Bedingung: Die Kinder dürfen nicht darunter leiden, Nina muss sich weiterhin um sie kümmern können. Jasmin steckt mitten in der Pubertät, Lukas hadert mit seinem Übergewicht und der kleine Jonas hat chronisch Unsinn im Kopf.
Nina kehrt zurück in die Welt der Spionage und des Terrors und nichts ist mehr wie es einmal war – die Bösen sind noch böser, die Waffen noch gefährlicher und in ihre schusssichere Weste passt sie auch nicht mehr. Der Spagat zwischen Bügelbrett und Kalaschnikow ist die Hölle und Nina muss schießen wie der Teufel, fahren wie der Leibhaftige, spionieren, lügen, kämpfen und bei all dem höllisch aufpassen, dass ihre Deckung nicht auffliegt. Blöderweise entspinnt sich ausgerechnet jetzt eine Romanze zwischen Nina und ihrem Nachbarn Ruby, Lukas’ Deutschlehrer und ein waschechter Rocker. Aber auch ihm darf sie nicht verraten, wohin sie des Nachts in schwarzem Kampfanzug entschwindet. Denn die Bedrohung ist größer als je zuvor: Geiger plant im Herzen Deutschlands einen Anschlag, der die Republik in ihren Grundfesten erschüttern soll.

## Produktion
Der Fernsehfilm mit dem ursprünglichen Arbeitstitel Kung Fu Mama – Agentin mit Kids wurde mit einem Budget von 4 Millionen Euro von der Filmstiftung NRW, dem FilmFernsehFonds Bayern und der europäischen Förderung MEDIA gefördert. Gedreht wurde vom 10. Juni bis zum 3. August 2010 an Originalschauplätzen in Köln, München und Wilhelmshaven. Die restlichen Schauplätze entstanden in einem Studio in Köln.
Auf der Suche nach der passenden Besetzung wollte man bei der Produktionsfirma Dreamtool Entertainment etwas neues ausprobieren. Man entschied sich, das Casting online durchzuführen. Daraufhin schickte man eine Ausschreibung an sämtliche Schauspielagenturen. In einem festgelegten Zeitraum sollten die Darsteller eine konkrete Szene aus dem Drehbuch spielen und mit einer Kamera aufzeichnen. Anschließend wurden die Aufnahmen auf einen Server hochgeladen und ausgewertet. Aus über 500 Einsendungen galt es, die Besetzung zu finden. Laut Produktion hatte man zu Beginn des Castings eine solch große Resonanz nicht erwartet.

## Ausstrahlung
Seine Erstausstrahlung hatte der Film am 26. Mai 2011 zur Hauptsendezeit auf RTL. Der Film erreichte bei seiner Premiere ein Gesamtpublikum von 4,11 Millionen Zuschauern und einen Marktanteil von 13,9 Prozent, davon 1,96 Millionen bzw. 16,7 Prozent in der werberelevanten Zielgruppe.

## Kritiken
„(Fernseh-)Krimikomödie nach bekannten Vorbildern, deren wüster Plot der Heldin einiges abverlangt.“

„James Bond lässt grüßen: ‚Nina Undercover‘ ist eine gelungene Agenten-Komödie mit großem Aufwand und unbekannten Hauptdarstellern. […] Wobei Rost und Meister die persiflierenden Elemente so sorgfältig dosieren, dass ‚Nina Undercover‘ ähnlich wie der im Dezember gezeigte RTL-Film ‚Undercover Love‘ keine Parodie ist.“

„Der TV-Mix aus Familien-Vorabendserie und ‚Mission: Impossible‘-superlight ist hanebüchener Unfug, klar, aber dank Tempo, Action und seiner agilen Heldin ein kurzweiliger Spaß. Fazit: Drolliges TV-Spektakel ohne Nachwirkungen“

„So viel geballte dramaturgische Inkompetenz, handwerkliche Schlampigkeit und so viel Durchschnittlichkeit vor der Kamera hat man lange nicht gesehen. Als TV-Movie indiskutabel. Die Grundidee ist zumindest serientauglich. Dünne Action, dumme Gags, null Spannung, null Pop-Faktor.“

## Auszeichnungen
Der Fernsehfilm würde in der Kategorie Beste TV-Komödie für den Deutschen Comedypreis 2011 nominiert.